# Cantone di Sotteville-lès-Rouen
Il Cantone di Sotteville-lès-Rouen è una divisione amministrativa dell'Arrondissement di Rouen.
È stato istituito a seguito della riforma dei cantoni del 2014, che è entrata in vigore con le elezioni dipartimentali del 2015.

## Composizione
Comprende parte dei comuni di Saint-Étienne-du-Rouvray e di Sotteville-lès-Rouen.